# Rohrbrunngraben
Der Rohrbrunngraben ist ein etwa zwei Kilometer langer Bach am Rande des Naturparks Spessart im unterfränkischen Landkreis Main-Spessart, der aus nordöstlicher Richtung kommend von rechts in den Krebsbach mündet.

## Verlauf
Der Rohrbrunngraben entspringt auf einer Höhe von etwa 312 m ü. NN auf der Fränkischen Platte aus einer intermittierenden Quelle in einer Grünzone etwa einen halben Kilometer nördlich des Rodener Ortsteils Ansbach.
Der stark begradigte Bach fließt zunächst südwestwärts durch die Flur Obere Bühlwiese, wechselt in der Unteren Bühlwiese auf mehr westlichen Lauf und verlässt dann in den Laubwald hinein die offene Flur. Der Bach läuft nun am Südosthang des Erlachberges (364 m ü. NN) zwischen den Waldgewannen Ebnungs-Schlag rechts und Büchelsrain links etwa vierhundert Meter in Richtung Südwesten. Kurz vor dem Gewann Schulwiese wird er von den Abflüssen aus drei ganzjährig schüttenden Quellen am rechten Hang gespeist; hier liegt auch links neben dem Lauf eine Wasserfassung. Der Rohrbrunngraben zwängt sich nun durch ein enges bewaldetes Tal und mündet schließlich auf einer Höhe von etwa 215 m ü. NN gut eineinhalb Kilometer westlich von Ansbach von rechts in den aus dem Südosten kommenden Krebsbach.